# Богинское (озеро)
Бо́гинское о́зеро (бел. Бо́гінскае во́зера, Бо́гіна) — озеро в Браславском районе Беларуси.
Расположено в бассейне реки Дисна, за 28 км на юго-запад от города Браслав, возле деревни Богино.

## Описание
Котловина озера подпрудного типа. Расчленяется на ряд длинных заливов — лук: на севере — Браславскую и Богинскую, на юге — Устьевскую, Шульевскую и Ставровскую. Северные заливы более глубоководны, в то время как южные — мелководные и заросшие. Ложе котловины осложнено рядом поднятий и впадин. Литоральная зона глубиной до 2 м сложена из песчаных и песчано-гравиевых отложений и занимает около 20 % площади дна. Берега озера низкие, песчаные, на юге и юго-западе частично заболочены, и только на северо-западе и севере они поднимаются до 6—12 м.
На озере есть 8 островов (крупнейшие — Долгий, Городище, Терентейка (Церенцейка), остров Попова) общей площадью 32 га, 2 из них (Городище и Терентейка) — памятники природы.

## Растительный мир
Богинское характеризуется средней степенью зарастания. В северной части озера полоса прибрежной растительности узкая, до 20—25 м, в южной части расширяется до 80—100 м. В заливах довольно многочисленны растения с плавающими листьями. Вдоль берегов растут аир, хвощ, тростник, камыш, кувшинки.

## Животный мир
Озеро богато рыбой. По составу ихтиофауны это лещёво-судаковый водоём. Встречаются также щука, сазан, угорь, линь и другие виды. На озере периодически проводится промышленный лов рыбы. На восточном берегу у деревни Черница прудовое хозяйство по разведению малька сазана, карпа, белого амура, толстолобика.

## Экология
Озеро эвтрофное, проточное.
Через озеро протекает река Дрисвята, при впадении которой в озеро построена ГЭС, плотина которой регулирует проточность озера.
Богинское — популярное место отдыха, рыбалки и туризма на Браславских озёрах. В деревне Богино в здании лесничества размещается Дом рыбака.
На прудах возле деревни Черница отмечено гнездование редкой для Беларуси птицы — малой поганки. 
Южнее озера в 1 км от деревни Устье находится археологический памятник — курганный могильник.
На берегах Богинского озера расположены деревни Богино, Устье, Ставрово, Черница, Браславская Лука, Хвосты, Стуканы.